# Football Club Zbrojovka Brno
El Football Club Zbrojovka Brno es un club de fútbol checo de la ciudad de Brno. Fue fundado en 1913 como SK Židenice y juega en la Druhá liga, el segundo torneo de fútbol más importante de la República Checa. El club se proclamó campeón de la Primera División de Checoslovaquia en la temporada 1977–78, que es su único título oficial hasta la fecha.

## Historia
La insatisfacción con la situación que vivía en el distrito de Židenice hizo que el 14 de enero de 1913 un grupo de estudiantes se reuniera. Entre ellos estaba Cyril Lacina, hijo de un molinero adinerado y un mecenas muy generoso del fútbol en Židenice. El padre de Cyril Lacina se convirtió en el presidente del club y el propio Cyril se convirtió en el líder del nuevo equipo SK Židenice. El entonces campo de la estación de tren fue elegido como el terreno de juego. El primer partido tuvo lugar en Kroměříž y los jugadores vistieron con las camisetas originales a rayas rojas y blancas. Desde la primera temporada también se empezó a escribir la historia de los derbi contra el Moravská Slavia Brno.
En la Primera Guerra Mundial como casi todos los clubes del Imperio Austrohúngaro lucharon por mantenerse vivos pues los jugadores debían ir al frente, pero el club contaba con la ventaja de que en su distrito se contaba con molinos para hacer harina y un hospital por lo que pudo retrasar que sus jugadores fueran a la guerra. Gracias a esto el fútbol de Židenice se convirtió en el mejor fútbol no solo de Moravia sino también en todo el Imperio Austrohúngaro. 
Después de la Primera Guerra Mundial, el club mantuvo un alto nivel de jugadores y rendimiento pues después de la guerra todavía había escasez de harina, por lo que llegaron refuerzos importantes a Brno. El nuevo terreno de juego pasó a ser el de Zábrdovice. La muerte  Cyril Lacina hizo que poco tiempo después los jugadores comenzaran a irse a otros clubes y hubo que tomar medidas de rescate. El propietario de la fábrica Rudolf Foller se hizo cargo y armó un nuevo once de calidad. En esa época los partidos se jugaban principalmente con clubes locales o con clubes de Austria o Hungría. Los clubes de Praga a menudo fueron desatendidos, en parte debido a los mayores costos de viaje, pero también porque los equipos locales eran rivales eran mejores como por ejemplo el Maccabi Brno.
En 1925 nació la primera liga de fútbol profesional. Sin embargo ningún equipo de Brno la jugó y todos fueron de Praga o alrededores, aunque su nivel no era muy grande. Simultáneamente con esa liga se realizó el campeonato amateur y en 1926 se convirtió en campeón amateur de la República. En 1931 la Junta General se reunió y aprobó hacerse un club profesional por varias razones: la partida de algunos jugadores a otros clubes profesionales sin ninguna compensación alguna, la salida de espectadores que prefirieron ir a partidos de liga y copa en Austria, el hecho de que la liga se volvió más atractiva y el poder participar en la Copa Centroeuropea. A pesar de que el equipo se coloca inicialmente en la Segunda División, la asistencia a los partidos es increíble y en  la temporada 1932/33 la gana y asciende a la Primera División.
Su primera Temporada acaba salvando la categoría justo por delante de la primera temporada liguera de terminará justo antes de los equipos que descendieron: FK Viktoria Žižkov y FK Náchod. La siguiente temporada el club tanto deportivamente como en asistencia de público es todo un éxito y acaba por detrás de Slavia y Sparta de Praga lo que le da derecho a jugar la Copa de Europa Central, competición que jugaran en 1935, 1936 y 1938.
Con la creación del Protectorado de Bohemia y Moravia tras la ocupación de los nazis en la Segunda Guerra Mundial llegaron tiempos difíciles para el club.Todos los clubes volvieron a ser aficionados pues se prohibió cualquier profesionalismo e incluso el apoyo a los clubes por parte de las empresas manufactureras. Esto hizo que el apoyo de Zbrojovka, la armería, tuviese que terminar. Por algún tiempo los partidos de fútbol se convierten en un lugar de encuentro para patriotas, y como único lugar público, los espectadores pueden gritar, dar paso a sus emociones y expresarse de la situación política del país hasta que los nazis comienzan a enviar espías a los terrenos de juego.
En la temporada 1940/41, el equipo lucha por mantenerse en la liga y gracias a Čestmír Vycpálek lo logra. Posteriormente, en el año 1941/42 fueron cuartos y en la temporada 1942/43 octavos. Cuando el frente de guerra llegó a Brno el estadio Na Rybníčku, la secretaría del club quedan dañados. Durante la  guerra o poco después algunos miembros del club murieron en batalla o murieron de otro modo.
Tras un descenso, en 1948 vuelve a ascender a la Primera División y un año después con un método soviético de liga vuelve a descender. En 1950 desaparecen la Segunda División y en la temporada se dieron campeonatos regionales debido a que querían deshacerse de los equipos que tenían un pasado profesional. En ese momento, El equipo se fusiona con el Sokol Brno, y pasa a llamarse Zbrojovka Brno. En 1952 gana el Campeonato regional, sin embargo lo que debería significar un ascenso a la Segunda División hace que por presiones del Ministerio de Interior suba el Estrella Roja Brno. 
En 1954, el club cambia de nombre para denominarse Spartak Brno Závody Jan Šverma. El cambio se debió a que el régimen comunista temía que los países enemigos al comunismo supieran dónde se fabricaban las armas del país. En 1962, tras el descenso del Estrella Roja Brno, tras una reunión con el Ministerio del Interior que se mostraba reacio a escuchar a los dirigentes del club, este volvió a subir a cambio de que su uniforme fuera totalmente rojo y la fusión de los dos equipos. Desde el ascenso hasta la Temporada 1969/70 el club queda siempre en mitad  de la tabla hasta que en la siguiente no pudo evitar el descenso.
En la temporada 1975/76, está muy cerca del título, hito que conseguirá en la 1977/78. Después de conseguir el título se produce una salida masiva de jugadores que hacen que el equipo vuelva a estar siempre en mitad de la clasificación.
En la década de los 90 y principios de la 2000 club se clasifica varias veces para las competiciones europeas.

### Nombres anteriores
- SK Židenice (1913-1947)
- Sokol Zbrojovka Židenice Brno (1947)
- Sokol Zbrojovka Židenice Brno (1948-1951)
- Sokol Zbrojovka Brno (1951-1953) (fusión con Sokol Brno I)
- DSO Spartak Zbrojovka Brno (1953-1955)
- TJ Spartak ZJŠ Brno (1955-1967) (En 1962 se fusiona con el Estrella Roja Brno)
- TJ Zbrojovka Brno (1968-1990)
- FC Zbrojovka Brno (1990-1992)
- FC Boby Brno (1992-1994)
- FC Boby Brno Unistav (1994-1997)
- FC Boby-sport Brno (1997-2000)
- FC Stavo Artikel Brno (2000-2002)
- 1. FC Brno (2002-2010)
- FC Zbrojovka Brno (2010-Presente)

## Participación en competiciones europeas UEFA
| Zbrojovka Brno en Europa | Zbrojovka Brno en Europa | Zbrojovka Brno en Europa | Zbrojovka Brno en Europa | Zbrojovka Brno en Europa | Zbrojovka Brno en Europa | Zbrojovka Brno en Europa | Zbrojovka Brno en Europa |
| Temporada                | Competición              | Ronda                    | Club                     | Casa                     | Fuera                    | Global                   |                          |
| ------------------------ | ------------------------ | ------------------------ | ------------------------ | ------------------------ | ------------------------ | ------------------------ | ------------------------ |
| 1935                     | Copa Mitropa             | Primera Ronda            | Rapid Wien               | 3–2                      | 2–2                      | 5–4                      |                          |
| 1935                     | Copa Mitropa             | Segunda Ronda            | Ferencváros TC           | 4–2                      | 6–1                      | 5–8                      |                          |
| 1936                     | Copa Mitropa             | Ronda Previa             | Lausanne-Sport           | 5-0                      | 2–1                      | 6–2                      |                          |
| 1936                     | Copa Mitropa             | Primera Ronda            | Ambrosiana Inter         | 2–3                      | 8–1                      | 3–11                     |                          |
| 1938                     | Copa Mitropa             | Primera Ronda            | Ferencváros TC           | 3–1                      | 3–0                      | 3–4                      |                          |
| 1960/61                  | Recopa de Europa         | Ronda Previa             | Vorwärts Berlin          | 2–0                      | 2–1                      | 3–2                      |                          |
| 1960/61                  | Recopa de Europa         | Cuartos                  | Dinamo Zagreb            | 0–0                      | 2-0                      | 0–2                      |                          |
| 1962/63                  | Copa de Ferias           | Dieciseisavos            | Petrolul Ploieşti        | 0–1                      | 4–0                      | 0–5                      |                          |
| 1963/64                  | Copa de Ferias           | Dieciseisavos            | Servette                 | 5–0                      | 1–2                      | 7–1                      |                          |
| 1963/64                  | Copa de Ferias           | Octavos                  | Partick Thistle          | 4–0                      | 3–2                      | 6–3                      |                          |
| 1963/64                  | Copa de Ferias           | Cuartos                  | RFC Lieja                | 2–0                      | 2–0                      | 2–2(1)                   |                          |
| 1964/65                  | Copa de Ferias           | Primera Ronda            | Ferencváros TC           | 1–0                      | 2–0                      | 1–2                      |                          |
| 1965/66                  | Copa de Ferias           | Primera Ronda            | Lokomotiv Plovdiv        | 2–0                      | 1–0                      | 2–1                      |                          |
| 1965/66                  | Copa de Ferias           | Dieciseisavos            | Fiorentina               | 4–0                      | 2–0                      | 4–2                      |                          |
| 1965/66                  | Copa de Ferias           | Octavos                  | Dunfermline              | 0–0                      | 2–0                      | 0–2                      |                          |
| 1966/67                  | Copa de Ferias           | Primera Ronda            | Dinamo Zagreb            | 2–0                      | 2–0                      | 2–2(2)                   |                          |
| 1978/79                  | Copa de Europa           | Dieciseisavos            | Újpest Dózsa             | 2–2                      | 0–2                      | 4–2                      |                          |
| 1978/79                  | Copa de Europa           | Octavos                  | Wisła Kraków             | 2–2                      | 1–1                      | 3–3(3)                   |                          |
| 1979/80                  | Copa de la UEFA          | Treintaidosavos          | Esbjerg fB               | 6–0                      | 1–1                      | 7–1                      |                          |
| 1979/80                  | Copa de la UEFA          | Dieciseisavos            | ÍB Keflavik              | 3–1                      | 1–2                      | 5–2                      |                          |
| 1979/80                  | Copa de la UEFA          | Octavos                  | Standard de Lieja        | 3–2                      | 1-2                      | 5–3                      |                          |
| 1979/80                  | Copa de la UEFA          | Cuartos                  | Eintracht Fráncfort      | 3–2                      | 4-1                      | 4–6                      |                          |
| 1980/81                  | Copa de la UEFA          | Treintaidosavos          | VÖEST Linz               | 3–1                      | 0–2                      | 5–1                      |                          |
| 1980/81                  | Copa de la UEFA          | Dieciseisavos            | Real Sociedad            | 1-1                      | 2-1                      | 2–3                      |                          |
| 1993/94                  | Recopa                   | Dieciseisavos            | Bayer Leverkusen         | 0-3                      | 2–0                      | 0–5                      |                          |
| 1995                     | Copa Intertoto           | Grupos                   | FC Groningen             | 1-2                      | -                        | -                        |                          |
| 1995                     | Copa Intertoto           | Grupos                   | Etar Veliko Tarnovo      | -                        | 3-2                      | -                        |                          |
| 1995                     | Copa Intertoto           | Grupos                   | KSK Beveren              | 3–2                      | -                        | -                        |                          |
| 1995                     | Copa Intertoto           | Grupos                   | Ceahlăul Piatra Neamț    | -                        | 2-0                      | -                        |                          |
| 1997/98                  | Copa de la UEFA          | Primera Ronda            | Inkaras Kaunas           | 6–1                      | 3-1                      | 7–4                      |                          |
| 1997/98                  | Copa de la UEFA          | Segunda Ronda            | Rapid Wien               | 2-0                      | 6-1                      | 3–6                      |                          |
| 1998                     | Copa Intertoto           | Primera Ronda            | VB Vágur                 | 3–1                      | 0-3                      | 6–1                      |                          |
| 1998                     | Copa Intertoto           | Segunda Ronda            | Espanyol                 | 5-3                      | 2-0                      | 5–5(3)                   |                          |
| 1999                     | Copa Intertoto           | Segunda Ronda            | FC Basel                 | 2–4                      | 0-0                      | 2–4                      |                          |
| 2002                     | Copa Intertoto           | Primera Ronda            | FC Ashdod                | 0–5                      | 1-1                      | 1–6                      |                          |
| 2003                     | Copa Intertoto           | Primera Ronda            | Kotayk Abovian           | 1–0                      | 3-2                      | 3–3(3)                   |                          |
| 2003                     | Copa Intertoto           | Segunda Ronda            | FC Thun                  | 1-1                      | 2-3                      | 4–3                      |                          |
| 2003                     | Copa Intertoto           | Tercera Ronda            | EA Guingamp              | 4-2(4)                   | 2-1                      | 5–4                      |                          |
| 2003                     | Copa Intertoto           | Semifinales              | Villarreal CF            | 1-1                      | 2-0                      | 1–3                      |                          |

## Uniforme
- Uniforme titular: Camiseta roja, pantalón blanco, medias rojas.
- Uniforme alternativo: Camiseta, pantalón y medias azules.

## Jugadores

### Plantilla 2020/21
- = Lesionado de larga duración

### Jugadores destacados
| - Vlastimil Bubník - Karel Burkert - Antonín Carvan - Richard Dostálek - Karel Dvořák - Josef Hron - Petr Janečka - Karel Jarůšek - Karel Kohlík - Karel Kopecký - Vítězslav Kotásek - Čestmír Vycpálek | - Petr Křivánek - Karel Kroupa - Roman Kukleta - Antonín Laštovička - Karel Lichtnégl - Josef Mazura - Karel Nepala - Josef Novák - Milan Pacanda - Karel "Káďa" Pešek - Jan Polák - Luboš Přibyl | - Oldřich Rulc - František Schmucker - Jan Šimek - Jindřich Svoboda - Rostislav Václavíček - Eduard Vaněk - Ivo Viktor - René Wagner - Marek Zúbek - Jozef Bomba - Ján Novák - Ján Popluhár |

## Palmarés

### Torneos Nacionales (2)
- Primera División de Checoslovaquia (1): 1977-78
- Copa de Checoslovaquia (1): 1959-60

## Entrenadores
- Václav Vohralík (1933–34)
- Jenö Konrád (1934–35)
- Josef Eremiáš (1943–46)
- Matthias Kaburek (1947)
- Josef Bican (1959–60)
- Karel Kolský (1964–66)
- Karel Nepala (1966–67)
- František Čejka (1967)
- Zdeněk Hajský (1971–72)
- Alfréd Sezemský (1971–72)
- František Havránek (1972–76)
- Josef Masopust (1976–80)
- Valér Švec (1980–81)
- Karel Brückner (1981–82)
- Viliam Padúch (1982–83)
- Ján Zachar (1984–85)
- Ivan Hrdlička (1985–86)
- Ferko Mikloš
- Petr Pálka (1987–88)
- František Harašta (1988)
- František Cipro (1989–90)
- Viliam Padúch (1990)
- Karol Dobiaš (1990–93)
- Josef Masopust (1993)
- Vladimír Táborský (1993–94)
- Karel Večeřa (1994)
- Petr Uličný (1994–96)
- Karel Večeřa (1996–98)
- Karel Jarůšek (1998–00)
- Pavel Tobiáš (2000–01)
- Karel Večeřa (2001–03)
- Karel Jarůšek (2004–05)
- Jiří Kotrba (2005)
- Josef Mazura (2005–07)
- Petr Uličný (2007–08)
- Miroslav Beránek (2008–09)
- Aleš Křeček (2009)
- Karel Večeřa (2010–11)
- René Wagner (2011)
- Robert Kafka (2011)
- Petr Čuhel (2012–13)
- Ludevít Grmela (2013)
- Václav Kotal (2013–16)
- Svatopluk Habanec (2016-17)
- Richard Dostálek (2017)
- Roman Pivarník (2017-18)
- Pavel Šustr (2018-19)
- Miloslav Machálek (2019-20)
- Richard Dostálek (2020-)